# Raqa
Raqa es una película de thriller y espionaje de 2024, coproducida y dirigida por Gerardo Herrero y escrita por Irene Zoe Alameda, basada en la novela Vírgenes y verdugos de Tomás Bárbulo. Está protagonizada por Álvaro Morte y Mina El Hammani. Se estrenó en el Festival de Cine Europeo de Sevilla el 10 de noviembre de 2024, y tiene previsto su estreno en cines españoles para el 22 de noviembre de 2024, con distribución de DeAPlaneta.

## Trama
En 2014, en las peligrosas calles de Raqa, Haibala (Álvaro Morte), un espía internacional conocido como El Saharaui, se embarca en la misión de capturar a El Jordano, uno de los líderes más buscados del ISIS en ese momento. Al mismo tiempo, Malika (Mina El Hammani), una enfermera de Ceuta al servicio de la Europol, también ha llegado a Raqa con el mismo objetivo.

## Reparto
- Álvaro Morte como Haibala "El Saharaui"
- Mina El Hammani como Malika
- Abdelatif Hwidar
- Fariba Sheikhan como Directora
- Ben Temple como Khaled
- Sara Hwidar
- Cristina Kovani
- Déborah François como Josephine
- Ali El Aziz
- Juan Carlos Vellido como El Argelino

## Producción
El 15 de noviembre de 2023, se anunció que el rodaje de la película Raqa había comenzado bajo la dirección de Gerardo Herrero, con Álvaro Morte y Mina El Hammani como protagonistas. El guion de la película fue escrito por Irene Zoe Alameda y está basado en la novela Vírgenes y verdugos de Tomás Bárbulo. El rodaje de la película tuvo lugar en las ciudades marroquíes de Casablanca y Marrakech, así como en el desierto de las Bárdenas Reales, Tafalla y otras localidades de Navarra en España. El presupuesto total de la película es de tres millones de euros, incluyendo 1.2 millones de euros procedentes de las ayudas generales del ICAA.

## Lanzamiento y marketing
En octubre de 2024, DeAPlaneta lanzó el tráiler de Raqa y programó el estreno en cines españoles de la película para el 22 de noviembre de 2024. Más adelante ese mes, se anunció que la película tendría su estreno mundial en el Festival de Cine Europeo de Sevilla el 10 de noviembre de 2024.